# Adoniscus fluviatilis
Adoniscus fluviatilis är en kräftdjursart som beskrevs av Stefano Taiti och Franco Ferrara 2004. Adoniscus fluviatilis ingår i släktet Adoniscus och familjen Olibrinidae. Inga underarter finns listade i Catalogue of Life.